# IC 4400
IC 4400 bezeichnet im Index-Katalog viele scheinbar dicht beieinander liegende Sterne im Sternbild  Zentaur. Der Katalogeintrag geht auf eine Beobachtung des Astronomen Robert Innes im Jahr 1898 zurück.